# 애완동물 가게

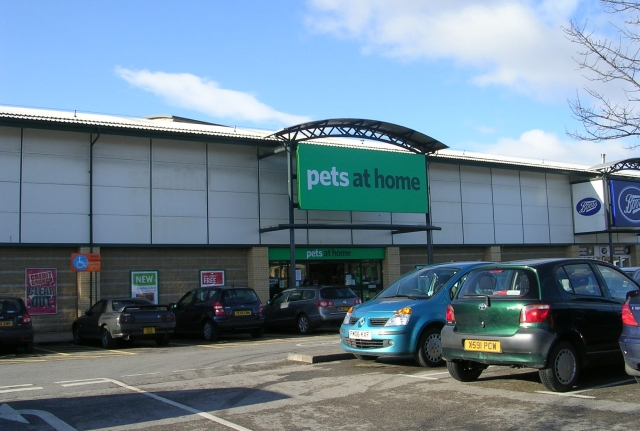
애완동물 가게의 모습

애완동물 가게(영어: Pet shop)는 반려동물의 사료, 액세서리, 목줄, 간식 등을 파는 장소이다. 때로는 동물을 팔기도 한다. 어떤 애완동물 가게에는 애견 카페, 애견 미용실, 동물병원 등이 부설되어 있는 경우도 물론 있다. 개나 고양이 등 대형 포유류는 많은 유럽 국가들에서는 애완동물 전문 매장에서 별도로 판매하지 않는다. 하지만 이런 애완동물 가게에 있는 개들은 강아지 공장에서 오는 경우가 많아 없어져야 한다는 분쟁이 많다.

## 같이 보기
- 애완동물 묘지
- 애견 카페
- 동물병원
- 강아지 공장
- 애완동물